# Restaurant El Trull
El Restaurant El Trull és una obra de la Sénia (Montsià) inclosa a l'Inventari del Patrimoni Arquitectònic de Catalunya.

## Descripció
Edifici entre mitgeres, de planta i dos pisos. La planta ha estat modificada modernament per instal·lar-hi el restaurant. A la façana, planta amb dues portes i una finestra petita, que no corresponen a l'original; en el 1er. pis dos balcons, i en el segon quatre de més petits, ampitadors, tots amb portes d'arc escarser amb esplandit. A la part superior ràfec decorat amb rajoles fent puntes. Interessen les restes de l'antic molí de barra o "de sang" que hi havia a la planta de l'edifici: les dues moles de pedra amb les que es xafaven les olives, i la premsa de barra, feta de ferro, amb els cofins on es col·locava la pasta xafada de les olives per a què s'escorregués l'oli; la premsa es conserva intacta, però a la mola li falten alguns elements (es conserva la "solera" o pedra plantada, la mola o pedra jitada i l'eix central, de fusta).

## Història
Molí dit "de sang" o de barra, conegut amb el nom de "Molí Ballester", cognom de l'antic propietari. Té valor perquè és l'únic que es conserva al poble quasi intacte, almenys en les seves parts principals, el que permet fer-se una idea del seu funcionament. S’utilitzava encara després de la Guera Civil però ja amb un motor acoblat a les moles tot i que va ser un dels que va treballar fins més tard amb el sistema tradicional. El nom de "molins de sang" els venia del fet que la mola era moguda per tracció animal, i de barra perquè la premsa s'estrenyia per un mecanisme que feia moure una barra de fusta, primer per la força dels homes, després per uns instruments dits "plegadors". El sistema de molins de sang va començar a decaure a La Sénia cap a 1925, quan es van generalitzar els molins hidràulics, més ràpids i rendibles.